# Чучупак Семен Юхимович
Семе́н Юхи́мович Чучупа́к, (?, с. Мельники Чигиринського повіту Київської губернії — 1921 р., ?) — військовий діяч часів УНР, член Окружного Холодноярського повстанського комітету (1920); заступник голови Холодноярського окружного штабу (1921).

## Життєпис
Семен Юхимович Чучупак народився в селі Мельники Чигиринського повіту Київської губернії.
Двоюрідний брат Головного отамана Холодного яру Василя Чучупака та отаманів Петра Чучупака, Олекси та Дем'яна Чучупаків.
За фахом — вчитель.
Учасник Першої світової війни. Військове звання — прапорщик російської армії.
Після 1917 року повернувся до рідного села. Активний учасник національного повстанського руху 1917—1921 років.
В 1920 році — командир 2-ї сотні Першого куреня Холодноярської бригади, член Окружного Холодноярського повстанського комітету.
1921 року — заступник голови Холодноярського окружного штабу, який очолював Іван Петренко.
Піддався на «амністію» організовану ЧК 4 серпня 1921 року. Більшовики з самого початку планували вбивство амністованих отаманів, але не робили це аж до листопаду 1921 року, коли почали ліквідовувати не тільки отаманів, а й увесь повстанський, «підозрілий» і співчуваючий елемент у районі Холодного Яру. Імовірно був розстріляний чекістами наприкінці 1921 року.

## Вшанування пам'яті
- В його рідному селі Мельники є Вулиця Братів Чучупаків.
- У 2003 році в центрі цього ж села відкрито пам'ятний знак «Героям Холодного Яру».